# Achyranthes robusta
Achyranthes robusta är en amarantväxtart som beskrevs av Charles Henry Wright. Achyranthes robusta ingår i släktet Achyranthes och familjen amarantväxter. Inga underarter finns listade i Catalogue of Life.